# A Szovjetunió jogrendje

A Szovjetunió címere

A Szovjetunió jogrendje mindazon jogszabályok összessége, amelyet az 1917-es forradalom után fogadtak el a Szovjetunióban. A szovjetunió jogrendjét a második világháború után számos szocialista állam átvette, mint például Mongólia, Kína, Kuba, Vietnám és a Varsói Szerződés országai.
A Szovjetunió jogrendjében a jogszabályok és azok betartása felett őrködő intézmények a politikai rendszer részei voltak és mint ilyenek, a kormány befolyása alatt álltak. A jogszabályok az állam érdekeit védték az állampolgárok érdekeinek rovására. Számos kormányzati szerv (elsősorban a titkosszolgálatok) kapott olyan jogosultságokat, amelyek lényegében a jogszabályok fölé helyezték ezeket.

## A szovjet jogrendszer alapjai

### Kialakulás
Az 1917-es forradalom után a szovjet vezetés érvénytelenített minden, a cári időkből származó jogszabályt és az azokhoz kapcsolódó nyugati jogi koncepciót, mint pl. az egyéni szabadságjogok, a magántulajdonhoz fűződő jog, a törvény előtti egyenlőség. A szovjet jogszabályalkotás alapelve volt, hogy az államot meg kell védeni a külső és a belső ellenséggel szemben, tehát minden bűncselekménynek számított, ami az állam (vélt vagy valós) érdekeit veszélyeztette.
Ennek egyik példája volt a nyerészkedés, a fekete piaci árusítás, amelyet ellenforradalmi cselekedetnek minősítettek és általában halálbüntetést vont maga után. A kulákok kitelepítése (1928-1931 között) teljes mértékben megfelelt az akkor hatályos szovjet jogszabályoknak. Egyes szovjet jogtudósok még azt is kifejtették, hogy a büntetőtörvénykönyv előírásait a bűnösség egyértelmű bizonyítása nélkül is lehet alkalmazni egyének ellen.
Az ukrán Cseka vezetője, Martin Latszisz így vélekedett:
Ne az aktát nézd a bizonyítékért, hogy az egyén szóban vagy cselekedetben felkelt a szovjetek uralma ellen. Ehelyett kérdezd meg, melyik társadalmi osztályhoz tartozik, kik a felmenői, milyen tanulmányokat végzett, mi a foglalkozása. Ezekre a kérdésekre adott válaszok fogják eldönteni a gyanúsított sorsát. Ez a vörös terror jelentése és lényege."
A legtöbb esetben a nyilvános tárgyalás során nem a vádlottak bűnösségét vagy ártatlanságát igyekeztek bebizonyítani - amit az SZKP illetékes szervei határoztak meg -, hanem a szovjet propaganda egyik újabb megnyilvánulási lehetőségét jelentették. A védőügyvédeknek, akik amúgy is a kommunista párt tagjai voltak, el kellett fogadniuk védencük bűnösségét.

## Alkotmányos alapok
A Szovjetunióban a következő alkotmányokat fogadták el:
- 1918-as szovjet-orosz alkotmány
- 1924-es szovjet alkotmány
- 1936-os szovjet alkotmány
- 1977-es szovjet alkotmány

## Fordítás
- Ez a szócikk részben vagy egészben  a   Law of the Soviet Union című angol Wikipédia-szócikk fordításán alapul.  Az eredeti cikk szerkesztőit annak laptörténete sorolja fel. Ez a jelzés csupán a megfogalmazás eredetét és a szerzői jogokat jelzi, nem szolgál a cikkben szereplő információk forrásmegjelöléseként.